# 第九号駆潜艇
第九号駆潜艇（だいきゅうごうくせんてい）は、日本海軍の駆潜艇。普遍的には第四号型駆潜艇の6番艇とされているが、海軍省が定めた特務艇類別等級および艦艇類別等級では第一号型駆潜艇の9番艇。
戦後は特別輸送艦として使用され、賠償艦として中華民国に引き渡された。

## 艇歴
③計画の300トン型駆潜艇、仮称艦名第69号艦として計画。1938年5月10日、三菱重工業株式会社横浜船渠で建造番号304番船として起工。9月20日、第九号駆潜艇と命名され、特務艇/駆潜艇/第一号型の9番艇に定められる。10月15日、進水。1939年5月9日竣工し、大湊防備隊附属に編入。
1940年11月15日、艦艇類別等級と特務艇類別等級の改正により、特務艇の駆潜艇から艦艇の駆潜艇となり、本籍を呉鎮守府に定められる。同日、第7号駆潜艇、第8号駆潜艇、本艇の3隻で第十一駆潜隊を新編し、第二艦隊第十一根拠地隊に編入。
1941年4月10日、第十一駆潜隊は第三艦隊第一根拠地隊に編入。以後1941年9月まで断続的に中国大陸沿岸で監視哨戒にあたる。10月31日、第十一駆潜隊は南遣艦隊第九根拠地隊に編入され、軍隊区分根拠地部隊に配される。11月中旬、海南島三亜に集結。太平洋戦争の緒戦ではマレー半島上陸船団を護衛し、コタバル、シンゴラ、パタニで行動。12月16日から21日まで、軍隊区分馬来部隊護衛隊に編入されマレー半島南部の上陸作戦と護衛に従事。
1942年1月11日、軍隊区分馬来部隊第一護衛隊に編入され、プロコンドルに回航。23日までエンドウ上陸部隊の護衛に従事。26日から29日までアナンバス諸島の攻略に従事。3月5日、軍隊区分馬来部隊第二護衛隊に編入され、スマトラ島ラブハンルク、イディの各上陸作戦に従事。以後、蘭印作戦、マラッカ海峡の啓開、アンダマン諸島の攻略などに従事。
5月19日、朝日を護衛しシンガポールを出発。26日、朝日が撃沈され溺者救助にあたる。7月18日、第十一特別根拠地隊に編入され、以後は第一南遣艦隊隷下の根拠地隊や特別根拠地隊間での異動を繰り返しつつ南西方面での護衛と哨戒に従事。
1945年1月7日、特設運送船利水丸を第7号駆潜艇とともに護衛しカーニコバル発。ペナンへ向け航行中の11日0406時、ペナン南東で潜航中の潜水艦を発見し爆雷を投下した。やがて現場付近には油が浮き、それは幅100m、長さ約7kmにわたった。これはイギリス潜水艦ポーパスのものと考えられている。当時は第十五根拠地隊がマラッカ海峡での対潜掃蕩作戦（M五作戦）を実行中で、同日0957時には第三三一海軍航空隊の天山がペナン西方100カイリの地点で浮上中の潜水艦を爆撃し、潜水艦は潜航したが多量の重油が海面に浮かんだことを確認した。この爆撃を受けた潜水艦と第9号駆潜艇が爆雷攻撃をした潜水艦とが同一艦かどうかは判明していない。なおポーパスは、1月16日に喪失認定された。
3月5日、ヒ88I船団（7隻）を第33号駆潜艇、立石と護衛しシンガポール発。15日サンジャック着。19日サンジャックを出港したが、21日までに潜水艦と空襲により全ての油槽船を撃沈され、本艇も損傷し柳田駆潜艇長が戦死した。残された護衛艦艇はナトランに退避した。27日にヒ88J船団と合流し28日出発したが、29日までに船団は全滅し、護衛艦艇は三亜に退避。31日、香港に回航。4月4日から5日までホモ03船団を護衛。7月、内海西部に到着し、終戦時は呉に所在。
開戦後、第十一駆潜隊には第34号駆潜艇と第35号駆潜艇が編入され最盛期には5隻で編制されていたが、本艇以外の4隻は1945年2月から4月までの間に撃沈され、終戦時点で残存していたのは本艇だけで、駆潜隊司令も第8号駆潜艇の戦没時に戦死し欠員の状態だった。
12月20日、第九号駆潜艇は第十一駆潜隊から削除され、帝国駆潜艇籍から除かれた。同日付で呉地方復員局所管の特別輸送艦に定められ、艦名を駆潜第九号とし、復員輸送に従事。

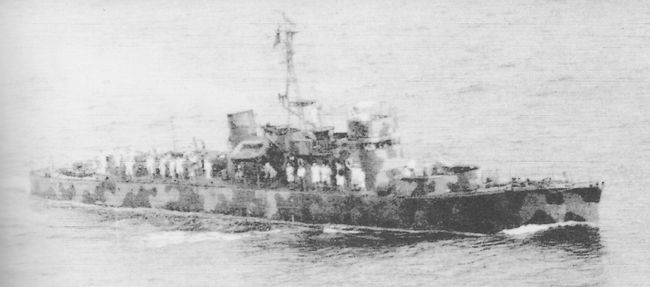
中華民国海軍駆潜艦 閩江

1946年7月27日、特別保管艦に指定され佐世保で繋留。
1947年3月25日、所管を佐世保地方復員局に改められる。10月3日、特別輸送艦の定めを解かれ、賠償艦として青島で中華民国に引き渡された。
中華民国に引き渡し時は接31号と仮称されたが、後に海大と命名され、日本海軍の武装を施し第一海防艦隊に編入。台湾脱出後の1951年1月、左営で整備と再武装を行い艦名を富陵(PC-107)に改名。1954年、艦名の命名法則の統一のため艦名を閩江に改名した。1955年3月16日に除籍され、翌年に解体された。

## 第九号駆潜艇長/駆潜第九号艦長
艤装員長
1. 石西壽彦 少佐：1939年2月20日 - 1939年5月9日

駆潜艇長/艦長
1. 河原政頼 予備大尉：駆潜艇長 1940年11月15日 - 1941年5月15日
2. 仁科俊郎 予備大尉/大尉：1941年5月15日 - 1943年10月20日
3. 小寺藤治 大尉/少佐：1943年10月20日 - 1945年1月10日
4. 柳田勉 大尉：1945年1月10日 - 1945年3月21日 戦死、同日付任海軍少佐。以後7月5日まで駆潜艇長の発令無し。
5. 蔵重恒雄 大尉：1945年7月5日 - 1945年9月1日[注釈 5]
6. 西垣英夫 第二復員官：艦長 1946年1月10日[2] - 退任年月日不明
7. 廣松照房 復員事務官[注釈 6]：就任年月日不明 - 1947年9月20日
8. 佐藤百太郎 復員事務官：1947年9月20日 - 1947年10月3日[注釈 7]